# Колодкин, Яков Аникеевич
Яков Аникеевич Колодкин (1785—1853) — русский кораблестроитель Российского Императорского флота, строитель парусных фрегатов и линейных кораблей, построил шлюп «Мирный» — корабль первой русской Антарктической экспедиции, открывшей Антарктиду, генерал-майор Корпуса корабельных инженеров.

## Биография
Яков Аникеевич Колодкин родился в 1785 году. В 1798 году поступил воспитанником в Училище корабельной архитектуры в Санкт-Петербурге. Учился вместе с будущими кораблестроителями А. А. Поповым и И. Я. Осмининым. 17 (29) августа 1805 года состоялся первый выпуск училища, в числе первых семи выпускников был Колодкин, произведённый в драфцманы с чином XIV класса Табели о рангах.
По окончании училища был командирован на три года в Англию для продолжения изучения теории и практики кораблестроения. После возвращения в Россию, в 1808 году был повышен в должности до корабельного подмастерья XII класса Санкт-Петербургского адмиралтейства. С 1808 по 1813 годы состоял преподавателем в Училище корабельной архитектуры. С 1809 года принимал участие в постройке судов на верфях в Санкт-Петербурге и в Лодейном Поле. 10 (22) октября 1812 года в связи с Отечественной войной вместе с Училищем корабельной архитектуры был эвакуирован на кораблях эскадры адмирала Е. Е. Тета в Свеаборг, в 1812—1814 годах продолжил службу на кораблях той же эскадры. С 1814 по 1815 год преподавал в Морском кадетском корпусе.
14 (26) октября 1816 года на Лодейнопольской верфи заложил по проекту корабельного мастера И. В. Курепанова транспорты «Ладога» и «Свирь». Транспорт «Ладога» был построен и спущен на воду 18 (30) июня 1818 года. Для улучшения мореходных качеств в арктических водах и придания транспорту внешнего вида военного корабля, он был под руководством лейтенанта М. П. Лазарева переоборудован в 20-пушечный шлюп. На форштевне поставили княвдигед, дополнительно обшили корпус дюймовыми досками, прочно закрепив их медными гвоздями, корпус тщательно проконопатили, а подводную часть, чтобы она не обрастала водорослями, покрыли медными листами. Внутри корпуса поставили дополнительные крепления на случай воздействия льдин, сосновый руль был заменён дубовым. 22 апреля (4 мая) 1819 года кораблю было дано новое имя — «Мирный». В 1819—1821 годах корабль вместе со шлюпом «Восток» (командир капитан 2 ранга Ф. Ф. Беллинсгаузен) участвовал в первой русской Антарктической экспедиции, в ходе которой была открыта Антарктида. В своей повести «Солёный лёд» писатель Виктор Конецкий писал: «На месте Лазарева я бы назвал какой-нибудь островок и по имени корабельного мастера Колодкина», так высоко оценил качество постройки шлюпа писатель-маринист. Одновременно строящийся с «Мирным», транспорт «Свирь» был спущен Я. Колодкиным на воду 3 (15) августа 1818 года, был переоборудован в шлюп для дальнего плавания, 22 апреля (4 мая) 1819 года получил новое имя «Благонамеренный». В 1819—1822 годах «Благонамеренный» (командир — капитан-лейтенант Г. С. Шишмарёв) вместе со шлюпом «Открытие» (командир — капитан-лейтенант М. Н. Васильев) совершил кругосветное плавание, в ходе которого обследовал берега Америки и Азии.

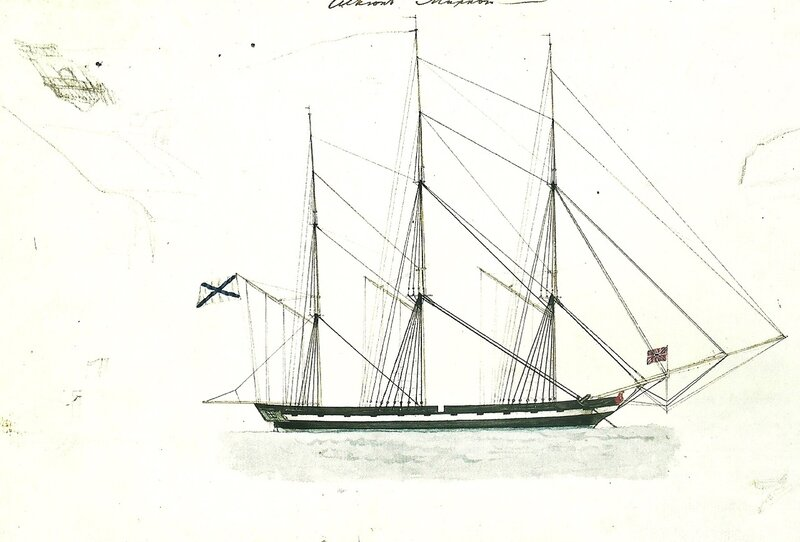
Шлюп «Мирный». Акварель из альбома П. Михайлова

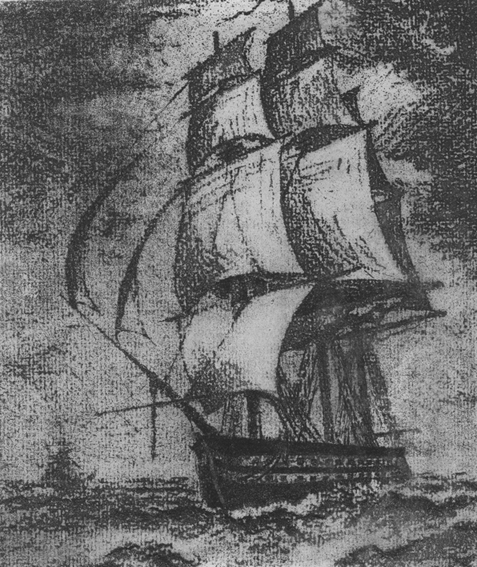
Корабль «Лефорт». Неизвестный художник

В 1826—1827 годах по Высочайшему повелению, корабельный мастер Я. Колодкин находился в Казанской губернии, и под руководством вице-адмирала П. М. Рожнова занимался изысканиями надёжных средств к заготовке на местах дубовых кораблестроительных лесов и для доставки их к портам. Также проводил осмотр Казанского и Астраханского адмиралтейств с целью указания лучших и выгоднейших способов постройки судов для Каспийской флотилии.
5 (17) декабря 1827 года в Санкт-Петербургском адмиралтействе заложил по чертежу кораблестроителя Гавриила Игнатьева 54-пушечный фрегат типа «Спешный» «Екатерина», который построил и спустил на воду 10 (22) сентября 1828 года. Через месяц заложил однотипный фрегат «Нева», который спустил на воду 7 (19) августа 1829 года и через два месяца приступил к строительству третьего фрегата «Церера», который был спущен на воду 7 (19) июля 1830 года.
Весной 1833 года на подполковника Я. А. Колодкина Высочайшим повелением было возложено строительство 84-х пушечного парусного линейного корабля «Лефорт». Корабль был заложен 11 (23) ноября 1833 года в Санкт-Петербургском адмиралтействе. 28 июля (9 августа) 1835 года после торжественного спуска корабля на воду, Император Николай I соизволил объявить Якову Колодкину Высочайшее своё благоволение, а за отличие по службе произвёл в полковники Корпуса корабельных инженеров. Корабль оборонял Кронштадт во время Крымской войны, но в боевых действиях не участвовал.
В 1838 году полковник Я. А. Колодкин, разработал проект о выгодах для казны от учреждения в городе Рыбинске, главного лесного депо, для складки со всех низовых пристаней, кораблестроительных лесов, обделки их по лекалам и хранения по комплектам. С 1840 году служил в кораблестроительном департаменте Главного управления кораблестроения и снабжений. 6 (18) декабря 1852 года был произведён в генерал-майоры Корпуса корабельных инженеров.
Умер Яков Аникеевич Колодкин 5 (17) октября 1853 года в Санкт-Петербурге. Похоронен на Тихвинском кладбище Александро-Невской лавры. Вдова кораблестроителя Вера Николаевна умерла 2 (14) июня 1893 года и похоронена на том же кладбище.
В честь Я. А. Колодкина названа гора в Антарктиде (гора Колодкина: Земля Королевы Мод, 71°45′ ю.ш., 12°36′в.д., открыта и нанесена на карту в 1961 году, название присвоено в 1966 году).